# Рубин (предприятие, Пенза)
Название компании — АО «НПП «Рубин» . Полное наименование — Акционерное общество «Научно-производственное предприятие «Рубин». Штаб-квартира компании расположена в Пензе.
Акционерное общество «Научно-производственное предприятие «Рубин» –  предприятие российской радиоэлектронной промышленности, специализирующееся на разработке и производстве автоматизированных систем и комплексов управления специального назначения, информационных систем.

## История
На основании Постановления Совета Министров СССР от 09.02.1953 № 374-183 в Пензе открыт филиал Московского СКБ-245.
Постановлением ЦК КПСС и Совета Министров СССР от 06.10.1958 № 1121-541 филиал преобразован в Научно-исследовательский институт управляющих вычислительных машин (НИИУВМ).
Заместителем директора филиала Московского СКБ-245 по научно-технической работе (1955–1958 гг.), а затем главным инженером НИИУВМ (1958–1968 гг.) назначен д.т.н., лауреат Сталинской премии, лауреат премии Совета Министров СССР, заслуженный изобретатель РСФСР Башир Искандарович Рамеев – один из основоположников цифровой вычислительной техники в СССР, главный конструктор первых ламповых серийных ЭВМ «Урал-1», «Урал-2», «Урал-4», семейства полупроводниковых ЭВМ «Урал-11», «Урал-14», «Урал-16».
Приказом Министра радиопромышленности СССР от 24.03.1966 № 160 НИИУВМ переименован в Пензенский научно-исследовательский институт математических машин (ПНИИММ). Профилирующим направлением института стала разработка автоматизированных систем управления общепромышленного и специального назначения.
В начале 1970-х гг. на базе ЭВМ «Урал-11», «Урал-14» и «Урал-16» разработаны и переданы в эксплуатацию система «Банк» для автоматизированной обработки банковской информации в Москве и Московской области, растиражированная в 13 городах СССР, специализированный вычислительный комплекс «Строитель» для управления строительством в Москве и Ленинграде, управляющий вычислительный комплекс «Листопрокат», вычислительный комплекс для системы 15Э1, многомашинный вычислительный комплекс «Корунд».
В 1982 г. приказом Министра радиопромышленности СССР от 09.10.1982 № 537 на базе ПНИИММ и Пензенского радиозавода образовано Научно-производственное объединение «Рубин», которое занималось разработкой и серийным производством мобильных комплексов управления воздушным движением. Разработаны и переданы в серийное производство изделия 9С467-1, 9С467-1М для обработки радиолокационной информации.
В развитие АСУ МТО сданы в эксплуатацию КСА головных объектов – изделия 65с386 (1985 г.), 65с254 (1990 г.), головной мобильный пункт управления – изделие 65с836-1 (1985 г.), КСА баз и складов центрального подчинения – изделия 65с702, 65с549, 65с789 (1987 г.). Разработан мобильный автоматизированный комплекс – изделие 9с760. В 1980-е гг. создан и введен в эксплуатацию отраслевой АСУ Государственного банка СССР и ВК «Галета» для фотограмметрической обработки космических снимков.
На основании закона РСФСР «О предприятиях и предпринимательской деятельности» решением Октябрьского районного исполнительного комитета от 12.12.1991 № 543 НПО «Рубин» переименовано в Государственное научно-производственное предприятие «Рубин».
В 1999 г. приказом Министра экономики РФ от 03.04.1999 № 183 ГНПП «Рубин» переименовано в Федеральное государственное унитарное предприятие «Научно-производственное предприятие «Рубин». В 2003 г. распоряжением Министерства имущества Пензенской области ФГУП «НПП «Рубин» преобразовано в Открытое акционерное общество «Научно-производственное предприятие «Рубин». В 2004 г. предприятие вошло в состав ОАО «Концерн радиостроения «Вега».
В 1990–2000-х гг. созданы комплексы средств автоматизации, телекоммуникации и связи для Министерства обороны Российской Федерации, Министерства внутренних дел Российской Федерации и др.
На основании Указа Президента РФ от 14.01.2014 № 20 ОАО «НПП «Рубин» вошло в состав Государственной корпорации «Ростех».
В 2015 г. на основании Протокола годового Общего собрания акционеров Общества от 02.07.2015 ОАО «НПП «Рубин» переименовано в Акционерное общество «Научно-производственное предприятие «Рубин».
28 декабря 2018 г. генеральным директором АО «НПП «Рубин» назначен Андрей Анатольевич Тарасов.
11 января 2024 г. генеральным директором АО «НПП «Рубин» назначен Алексей Викторович Данилов.